# Óvalo Olímpico de Richmond
El Óvalo olímpico de Richmond (del francés: Anneau olympique de Richmond), or the Richmond Oval es una instalación en Richmond, Columbia Británica, Canadá. Es el lugar donde se celebra el patinaje de velocidad durante los Juegos Olímpicos de Vancouver 2010, y también es el lugar donde están los laboratorios del control antidroga. El coste total del proyecto fue de 178 millones de Dólares canadienses.

## Diseño
Ha sido construido al lado del río Fraser, a unas pocas manzanas de la estación de Lansdowne de la Canada Line. Desde el aire, es el primer centro olímpico que muchos visitantes ven volando hacia Vancouver, y la cubierta toma la forma del ala de una garza, como reminiscencia a las aves encontradas en el río cuando los primeros europeos llegaron a Vancouver hace 230 años. Tiene 33.750 m² de superficie construida, incluyendo 20.000 m² en planta baja donde se encuentra la pista de 400 m. En él se pueden alojar 8.000 espectadores, y un requisito durante su diseño fue el construir de una manera eficiente, por ejemplo el calor disipado para enfriar la pista de hielo se utiliza en calentar otras zonas.
Una novedad distintiva del Óvalo de Richmond es su cubierta ondulada de madera de pino atacada por insectos. La cubierta fue realizada por el grupo de ingenieros estructurales Fast + Epp y construida por la firma StructureCraft Builders Inc. Como resultado, el Óvalo fue galardonado con el premio de la innovación arquitectónica por el Real Instituto de Arquitectura de Canadá, especialmente por el uso de madera de pino atacada por insectos.

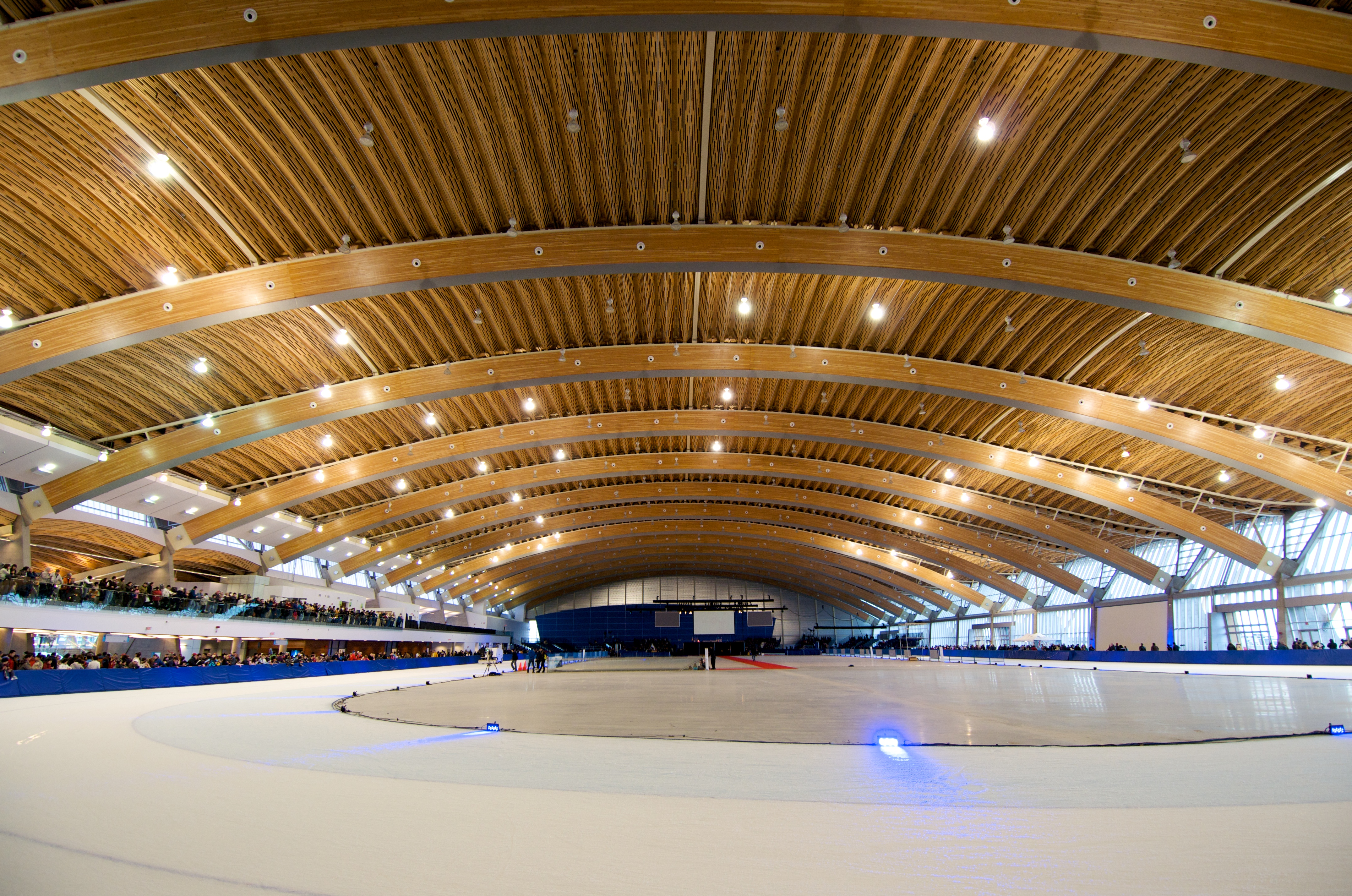
Óvalo con la cubierta de madera

Afuera del Óvalo, hay un ambiente escultural diseñado por el artista Janet Echelman con una charca llenada del agua recogida de la cubierta, esta servirá de agua de reserva para regar las plantas de alrededor y para la descarga de los inodoros.
Un camino de madera de 91 metros serpentea a lo largo de la charca y 2 puentes peatonales de 16 metros la cruzan hacia el Óvalo. Sobre la charca cuelga la escultura "sky lantern". La escultura está hecha de fibra soportada por anillos de acero galvanizado pintado. El jardín entero consta aproximadamente de 7000 m². Una fuente diseñada como parte del programa público, la cual contiene partes diseñadas por un artista local, es la encargada de oxigenar la charca.
El resto de la estructura del edificio fue diseñada por los ingenieros estructurales Glotman.Simpson Consulting Engineers. El arquitecto jefe del proyecto es Bob Johnston, el cual también diseñó las pistas de Calgary y Salt Lake City.

## Construcción
Después de terminar la fase de movimientos de tierras el 17 de noviembre de 2006, la construcción del Óvalo comenzó. El Óvalo de Richmond se inauguró oficialmente el 12 de diciembre de 2008, con unas competiciones antes de los juegos en 2008 y los campeonatos nacionales de Canadá de distancia corta en 2009.

## Records de la pista
| Distancia                         | Patinadora                                           | País            | Tiempo   | Fecha                 | Nota |
| --------------------------------- | ---------------------------------------------------- | --------------- | -------- | --------------------- | ---- |
| 500 m                             | Jenny Wolf                                           | Alemania        | 37.72    | 15 de marzo de 2009   |      |
| 1000 m                            | Christine Nesbitt                                    | Canadá          | 1:16.28  | 14 de marzo de 2009   |      |
| 1500 m                            | Christine Nesbitt                                    | Canadá          | 1:56.89* | 18 de octubre de 2009 |      |
| 3000 m                            | Martina Sáblíková                                    | República Checa | 4:02.53  | 14 de febrero de 2010 |      |
| 5000 m                            | Martina Sáblíková                                    | República Checa | 6:50.92  | 24 de febrero de 2010 |      |
| Persecución por equipos 6 vueltas | Kristina Groves Christine Nesbitt Brittany Schussler | Canadá          | 2:58.25  | 15 de marzo de 2009   |      |

* = Ireen Wüst también patinó en 1:56.89 en los Juegos Olímpicos de Vancouver 2010 el 21 de febrero de 2010 consiguiendo la medalla de oro.
| Distancia                         | Patinador                                | País           | Tiempo   | Fecha                 | Nota            |
| --------------------------------- | ---------------------------------------- | -------------- | -------- | --------------------- | --------------- |
| 500 m                             | Lee Kang-seok                            | Corea del Sur  | 34.80    | 15 de marzo de 2009   |                 |
| 1000 m                            | Shani Davis                              | Estados Unidos | 1:08.94  | 17 de febrero de 2010 |                 |
| 1500 m                            | Mark Tuitert                             | Países Bajos   | 1:45.57  | 20 de febrero de 2010 |                 |
| 3000 m                            | Sven Kramer                              | Países Bajos   | 3:40.51  | 6 de febrero de 2010  |                 |
| 5000 m                            | Sven Kramer                              | Países Bajos   | 6:14.60  | 13 de febrero de 2010 | Récord Olímpico |
| 10000m                            | Sven Kramer                              | Países Bajos   | 12:55.32 | 15 de marzo de 2009   |                 |
| Persecución por equipos 8 vueltas | Jan Blokhuijsen Sven Kramer Mark Tuitert | Países Bajos   | 3:39.95  | 27 de febrero de 2010 | Récord Olímpico |

## Tras los juegos
Después de los Juegos, el Óvalo será convertido en una instalación polideportiva en la que se incluirán 2 pistas de hockey hielo, hasta 8 pistas polifuncionales de suelo duro, un gimnasio, una pista de 200 m y un centro de alto rendimiento para deportistas de elite. El Óvalo de velocidad será cubierto con un suelo movible aunque aún podría ser usado para competiciones. La intención es que el Óvalo sea el centro de un nuevo frente de ribera para el barrio mezclando uso residencial, comercial e instalaciones públicas.